# 邴漢
邴漢（?—?），字游君，西汉琅邪郡（郡治东武，今山东省诸城市）人。
邴漢开始因为清行被征用，前7年，官至京兆尹，后为太中大夫。王莽秉政，邴漢与龚胜一起乞骸骨，请求退归乡里。汉平帝元始二年（2年），王莽依故事以太皇太后王政君的名义，准他以老病罢归，遣邴漢归老故里。